# Molpadia parvacauda
Molpadia parvacauda is een zeekomkommer uit de familie Molpadiidae.
De wetenschappelijke naam van de soort werd in 1964 gepubliceerd door Gustave Cherbonnier.